# 五銖銭
五銖銭（ごしゅせん）は、中国の古代に流通した貨幣。前118年（元狩5年）に前漢の武帝により初鋳造された。量目（質量）が当時の度量衡で5銖であり、また表面に「五銖」の文字が刻印されていることより五銖銭と称されている。

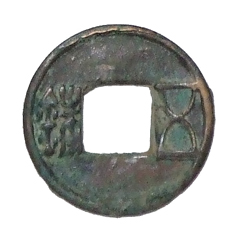
五銖銭

前漢以降でも後漢・蜀漢・魏・西晋・東晋・南朝斉・南朝梁・陳・北魏・西魏・北斉・隋で鋳造され、唐代の621年（武徳4年）に廃止されるまで流通した、中国史上最も長期にわたり流通した貨幣である。

## 前漢期
武帝の時代は積極的な外交政策が採用された結果、外征にともなう歳出が増加し国庫を逼迫させた。その財政立て直しを目的に五銖銭鋳工が計画された。それまで流通していた半両銭に比べ重量を持たせ外周（両面）と内孔（背面）に郭と称する縁取りを加えたのが特徴である。
漢朝は五銖銭の寸法と重量、金属配合を策定しそれを基準として地方での鋳造を認めている。当時は郡国に対し中央へ納付する租税を五銖銭によるものと定めたため、地方での大規模な鋳工につながっている。五銖銭の原料となる銅は既存の半両銭であったため、改鋳すると4/5の目減りになり、改鋳させた五銖銭を納入させることで郡国の経済力削減を目的にしたという学説も提出されており、事実五銖銭の鋳造仕様違反で廃された諸侯も存在している。
当初鋳造されたものは郡国五銖銭と称されている。しかし短期間の歳入増加を目標とした漢朝は前114年（元鼎3年）に赤側五銖銭を発行する。これは1枚が郡国銭5枚に相当する価値をもたせたものであり、租税の徴収や国家歳出には 赤側銭の使用を義務付けている。発行当初は一時的な国家歳入の増加が見られたが、広く流通すると実質的な減少となり、また私鋳銭が行われるようになったことから翌年には郡国銭・赤側銭ともに廃止されている。
これに代わって発行されたのが三官五銖銭である。前113年（元鼎2年）に鋳造が開始され、その名称はそれまで地方に認めた鋳造を禁じ、上林苑に大規模な鋳銭所を設置し、水衡都尉に所属する三官（鍾官・技巧・弁銅）に鋳造を行わせたことに由来する。地方の旧銭を含む銅を三官に集中させることで私鋳銭を防止させ、貨幣経済の安定化を図る目的であった。

## 後漢期
王莽が新朝を建てると名目的な価値が素材価値に伴わない貨幣が数多く鋳造され、国内経済は大きく混乱した。25年に後漢が成立したが建国の混乱のため当初は貨幣鋳造を行う余裕がなかった。しかし、40年になりようやく五銖銭鋳造が決定し、翌年より鋳造が開始された。後漢ではその王朝を通して改鋳を行うことはなかったが、時期による精粗があり、特に後漢末に董卓が相国となっていた時期には董卓五銖銭あるいは董卓無文小銭と称される粗悪銅銭が発行された。これは小型で薄く、表面の「五銖」の文字がほとんどあるいは全く見えなくなっているものであった。民間では各種銅銭を打ち抜いて外と内の2つに分割して2枚として使用することが行われ（外側は「綖環（すいがん・えんかん）銭」、内側は「剪輪（せんりん）銭」と呼ぶが、前者は主に董卓五銖銭の原料として使用されていたとも言われる）、外側を削り小型化させたものも使用され（磨辺銭）、私鋳銭も広く流通し、それ以降は五銖銭はもはや1枚単位での通用ではなく、100枚や1000枚を紐で束ねての流通が一般的になった。

## 三国時代
魏では曹操が後漢の丞相であった208年に董卓以前の五銖銭に戻す政策を行い、後を継いだ曹丕も魏王朝成立後に221年に引き続き五銖銭を正式の通貨とするが、前述の質の悪い銭貨が流通する状況の変更に必要な大量発行と回収を行えず、その年のうちに穀帛の実物による代用貨幣を行った。だが、質の悪い穀帛が貨幣として用いられる事が増えたために227年に五銖銭を実施した。ただし、『三国志』には「五銖銭を行った」（「魏書」明帝紀）、『晋書』には「更めて五銖銭を立てる」（食貨志）とあり、漢の五銖銭だったのか、新しい五銖銭を作ったのかが問題とされていたが、考古学による三国時代の墓地の発掘で漢のものより小型で粗雑な「曹魏五銖」と呼ぶべき貨幣が見つかっており、新たな五銖銭を鋳造したことが判明した。鐚銭を回収して円滑な経済活動を全て賄う程の大量の五銖銭を発行する能力を欠き、また剪輪銭などの質の悪い貨幣の通行によってそれらと実体価値の異なる漢と同様の五銖銭の鋳造が不可能になった状況を反映していると考えられている。魏では人頭税である定額銭納の算賦、口賦から戸毎の税である綿、絹納の戸調制に代わった。前漢の均輸法、平準法から引続く撫民抑商政策であった。
一方、蜀漢を建国した劉備は、劉巴の提案に従い、五銖銭100枚の価値を持つ「直百五銖」と呼ばれる貨幣を発行している。だが、実際の重量は五銖銭2-3枚分に過ぎなかった。そのため、長期的には経済の混乱を引き起こし、時期は不明であるものの蜀漢後期には「直一」・「直百」と呼ばれる五銖銭よりも小型で粗悪な通貨を発行したともされる。なお、漢王朝の復活を謳った蜀漢において五銖銭が鋳造され、「蜀五銖」と呼ばれる五銖銭がそれにあたるという説が存在していたが、実際の発掘における出土例は全て西晋以後の墓地・遺跡からの発掘例であり、蜀漢のものではないと考えられている。また、劉備以前に蜀を支配していた劉璋が独自の五銖銭を発行しており、発行主体は不明であるが地元の地方勢力によると見られる「太平百銭」などの独自貨幣も確認されている。蜀漢の政府発行の通貨の他にそうした貨幣も蜀漢においては併用されたと考えられている。
また、呉の孫権も236年に五銖銭500枚の価値を持つ「大泉五百」、続く238年には五銖銭1000枚の価値を持つ「大泉当千」と呼ばれる貨幣を発行している。この他文献には記載がないが、「大泉五百」・「大泉当千」と同系列の銭としてそれぞれ五銖銭50枚分・2000枚分・5000枚分の価値を持つ「大泉五十」（新の王莽の大泉五十とは異なる）・「大泉二千」・「大泉五千」という銭も発行したとされる。だが、246年になって孫権は新通貨導入目的を「貨を広くす」ることにあったが、「民意以て便と為さず」という理由で全ての新貨幣を廃止して、民間の貨幣は回収されて五銖銭と引き換えられた。
魏の「曹魏五銖」にしても蜀の「直百五銖」にしても呉の「大泉五百」・「大泉当千」にしても五銖銭を基準として比較した場合、実質の価値は額面には及ばないものであった。蜀漢は額面と実質との差額を利用して発行当初は一時的に「府庫を充実させることができた」（「蜀書」劉巴伝所引『零陵先賢伝』）ものの、実際には貨幣価値の低落と物価高騰（インフレーション）を招いただけであったとの見解がある。呉の「大泉当千」の大きさは五銖銭と同じであり、「大泉当千」は実質的には五銖銭とほぼ同価値となっていたと考えられている。孫権はこの現実に気付いて大銭を廃止する決断を行ったと考えられる。だが、度重なる北伐などで財政が逼迫していた蜀漢は、「直百五銖」よりも更に価値の低い「直一」・「直百」を発行して一時しのぎを続け、更に国力を衰退させることになったとも言われる。
もっとも百銭のような額面の高い五銖銭はこれ以前からも鋳造されていたとされ、三国食貨志には「伝形五銖不必為劉備所鋳、当系直百銭行久多弊、故蜀鋳此以救民困耳」とあるように『晋書』食貨志に書かれる銭の空名が三国代の鋳造によるものとは言い切れない記録も存在する。
なお、魏に代わって成立し、やがて三国を統一した西晋については、呉の貨幣は晋に降伏した後も用いられたらしく、東晋では呉の貨幣が流通して魏や晋の貨幣と混用されて五銖銭1枚の価値をもって流通していた。（『晋書』食貨志）。「蜀五銖」が実際には西晋以後の鋳造と考えられているように、新たな五銖銭を作る動きがあったことが判明しているが、その短い全国統一の期間の中で本格的な貨幣鋳造や統一措置は取られなかったと考えられている。

## 六朝
西晋では晋五銖銭と称される小型の五銖銭が発行され、東晋では沈郎五銖銭と称される小型の五銖銭が発行された、しかし粗悪な鋳造であり、呉や北朝の銅銭が流通する状態であった。沈郎五銖銭は銭文の「五銖」の金偏がなく「五朱」となっているのが特徴的である。
また六朝期に発行されたとされる、発行王朝の確定できない五銖銭群として、六朝五銖銭というものがある。これは後漢五銖や隋五銖に比べて製作が粗悪で重量もバラバラで本来の五銖より軽く、直径も小さめで文字も五銖・五朱・五金・五五・朱朱など様々なバリエーションがある。

## 南北朝時代

### 南朝
南朝宋が成立するとそれまでの五銖銭より大型の四銖銭を発行し経済の建て直しを図るが、銅不足や貨幣需要の増大により短期間で小型銅銭の鋳造が行われ、この貨幣改革は失敗している。
南朝斉では再び小型の斉五銖銭を発行している。
南朝梁では五銖銭の発行を行うが、銅不足により532年より鉄を材料にした鉄五銖銭の鋳造を開始する。しかし鉄銭の導入によって貨幣発行量が一挙に増大、国内経済の混乱を招いている。
陳でも562年より五銖銭を発行し経済の安定化を図る。そして579年には五銖銭10枚の価値を持つ太貨六銖の発行が開始されたが、民間では五銖銭と等価で取引されたため短期間で廃止されている。

### 北朝
439年に成立した北魏でも五銖銭が行われたが、前代までの旧銭や私鋳銭が広く流通していた。北魏五銖銭が流通を開始したのは493年の洛陽遷都以降である。その後495年に太和五銖銭、529年に永安五銖銭と元号を入れた新しい五銖銭が発行されたが、旧銭との交換比率を高く設定したため流通は限定的であり、旧銭や私鋳銭が広く用いられていた。
西魏では540年と546年に大統五銖銭の鋳造を開始する。
北斉では553年に常平五銖銭の鋳造を開始する。この五銖銭は精巧な鋳造により広く流通したが、次第に私鋳銭が増加していく。
北周は561年に五銖銭5枚相当の価値を持つ布泉を発行し、574年にはその布泉10枚分の価値を持つ五行大布、579年にはその五行大布の更に10枚分の価値を持つ永通万国を発行した。北周はこれらの貨幣の国外への輸出と、国外で私鋳されたものの輸入禁止を行ったことにより、国内経済は比較的安定している。

## 隋期
中国統一を実現した隋は、581年に五銖銭の鋳造を開始し貨幣統一を計画する。当時北周を初め前代王朝の貨幣、私鋳銭が混在して流通していたが、隋五銖銭と同等のもの以外は没収し、隋五銖銭の原料とされたことで徐々に貨幣の統一が進み、また銅産地を確保した隋は積極的な鋳造事業にも着手している。隋時代の五銖銭には、置様五銖・隋五銖・白銭五銖と呼ばれるタイプのものがある。置様五銖は通常の五銖銭の約2倍の重量を持つ。白銭五銖は銅に錫鑞を混ぜて鋳造され、白味を帯びているのでこの名があり、五銖銭として最後に発行されたタイプのものとなった。

## 唐以降
唐王朝が成立すると、唐は621年に開元通宝を発行し、それとともに実に700年以上にわたって鋳造され流通してきた五銖銭はついに廃止された。
なおこれ以降、五銖銭（あるいは一般に古文銭）の形式を取る貨幣は基本的に鋳造されなくなったが、ただ例外的に、五代十国時代の銭貨のごく一部には、五銖銭の形式を取るものもあり、桀燕の「五銖」（隋五銖をそのまま母銭として利用して鋳造した鉄銭）と、南漢の「五五」（六朝五銖の銭銘のバリエーションの一つを利用して鋳造した鉛銭）がこれに当たる。

## 日本
通貨として中国からもたらされた貴重な文物として受け入れられたと考えられ、最も早い例は、弥生時代中期（紀元前1世紀）の遺跡である北九州市守恒遺跡から出土した前漢時代の五銖銭（紀元前118年初鋳）である（出典：『漢書』巻6武帝紀、長崎県埋蔵文化財センター『研究紀要』第１号, p27-行18／p38-行15, 2011）。